# Тецце-суль-Брента
Те́дзе-суль-Бре́нта, Тецце-суль-Брента (итал. Tezze sul Brenta) — коммуна в Италии, располагается в провинции Виченца области Венеция.
Население составляет 10 404 человека, плотность населения составляет 578 чел./км². Занимает площадь 18 км². Почтовый индекс — 36056. Телефонный код — 0424.